# Saint-Pierre-Aigle
Saint-Pierre-Aigle è un comune francese di 373 abitanti situato nel dipartimento dell'Aisne della regione dell'Alta Francia.

## Società

### Evoluzione demografica
Abitanti censiti